# Aurélio Alfieri
Aurélio Alfieri Neto (Santa Mariana-PR, 08 de junho de 1984) é um profissional de educação física, personal trainer, youtuber, escritor, e palestrante brasileiro.
Aurelio possui um canal no youtube, com conteúdos voltados à terceira idade, que possui mais de 3 milhões de seguidores, sendo um dos 5 canais brasileiros no Youtube mais populares de exercício físico. Sua página no Instagram possui mais de 3 milhões inscritos. Como Influencer, foi reconhecido com o Prêmio TOP3 IBEST na categoria Fitness e Wellness - Voto Popular 2004. 
Seu livro, "Manual Prático para Ser Jovem por Mais Tempo: A Roda da Juventude" (Editora Appris), chegou a figurar em primeiro lugar de vendas na Amazon nas categorias "Educação Física" e "Treinamento Desportivo", além de ser o primeiro livro brasileiro com o selo de adequação funcional e bem estar para idosos.
É delegado do Conselho Regional de Educação Física da 9ª Região Estado do Paraná, nomeado em 2023. 
Em abril de 2025, Aurélio Alfieri participou de um documentário que apresenta trajetórias inspiradoras de atletas e profissionais da área da saúde. O filme, que contou com sua contribuição como educador físico, foi indicado a mais de 11 prêmios em festivais de cinema em Sydney.
Um dos criadores de uma metodologia de treinamento conhecida como holistic training.

## Livros Publicados
| Ano  | Título do Livro                                                   | Editora (Selo) | ISBN/ASIN      | Ref.  |
| ---- | ----------------------------------------------------------------- | -------------- | -------------- | ----- |
| 2021 | Manual Prático para Ser Jovem por Mais Tempo: A Roda da Juventude | Editora Appris | 978-6525020129 | [ 9 ] |

## Aparições em programas de TV e em Canais da Internet
| Data de exibição | Programa            | Emissora de TV / Plataforma da Internet | Ref.   |
| ---------------- | ------------------- | --------------------------------------- | ------ |
| 13/04/2014       | Auto Esporte        | TV Globo                                | [ 3 ]  |
| 2022             | Canal da Leda Nagle | YouTube                                 | [ 22 ] |
| 04/05/2022       | Meio Dia Paraná     | RPC (afiliada da TV Globo)              | [ 27 ] |
| 01/06/2023       | Bom Dia Paraná      | RPC (afiliada da TV Globo)              | [ 28 ] |
| 22/11/2023       | Tribuna da Massa    | Rede Massa (afiliada do SBT)            | [ 29 ] |
| 03/10/2024       | Bom Dia Paraná      | RPC (afiliada da TV Globo)              | [ 30 ] |

## Aparições/Entrevistas para a Mídia Impressa
| Data de publicação | Revista                             | Edição           | Ref.   |
| ------------------ | ----------------------------------- | ---------------- | ------ |
| Abr 2010           | Revista IstoÉ                       | Edição nº 2110   | [ 31 ] |
| Jun 2020           | Revista Atenção (Bauru-SP)          | Edição nº 408    | [ 32 ] |
| Mar 2021           | Revista Empresário Fitness & Health | Edição nº 108    | [ 33 ] |
| Dez 2021           | Folha de São Paulo                  | Edição nº 33.873 | [ 8 ]  |
| Jan 2022           | Revista Sports 365                  | Edição nº 30     | [ 34 ] |
| Fev 2022           | Revista Bem-Estar                   | Edição nº 158    | [ 35 ] |

## Participação em Filmes e Documentários.
| Data de publicação | Tipo         | Nome            | Ref.   |
| ------------------ | ------------ | --------------- | ------ |
| Fev 2025           | Documentário | Radicais Livres | [ 26 ] |

## Prêmios
- Top 3 IBest categoria Fitness e Wellness - Voto Popular 2004 [21] [20]

## Homenagens
- Por suas contribuições para a saúde física dos cidadãos paulistas, em 14 de março de 2022 ele foi homenageado pela Câmara Municipal de São Paulo com uma Sessão Solene[16][36][37] e a entrega de uma Placa de Prata[38].
- Em 16 de novembro de 2022, ele foi congratulado pela Câmara Municipal de Curitiba com o Prêmio João Crisóstomo Arns (honraria concedida anualmente a quem se destaca nas áreas ligadas à educação e à cultura) pois "democratizou a atividade física e a promoção da saúde, divulgando exercícios que podem ser praticados em casa pela população idosa".[39]
- Em 23 de abril de 2025, Aurélio Alfieri recebeu uma Menção Honrosa da Assembleia Legislativa do Paraná por sua participação no documentário Radicais Livres. O filme destaca trajetórias inspiradoras de atletas e profissionais da saúde, promovendo a importância da atividade física e do bem-estar. A honraria reconheceu a contribuição de Alfieri para a promoção da saúde e qualidade de vida por meio de sua atuação no documentário.[26]